# Championnat de Belgique féminin de football 2009-2010
Navigation
Saison précédente Saison suivante
Le Championnat de Belgique féminin de football 2009-2010 est la 39e saison de la compétition. La saison débute le samedi 29 août 2009 et se termine le samedi 22 mai 2010.
Le championnat se termine de manière inédite. Saint-Trond VV  et le Standard Fémina de Liège terminent à égalité de points et de victoires. Dans ce cas, le règlement prévoit un test-match. Celui-ci est disputé sur terrain neutre, au Stade Den Dreef à Oud-Heverlee Louvain, et se termine par la victoire du Saint-Trond VV  3-1.

## Clubs2009-2010
| 2008-2009 | Club                     | Terrain                                 |
| --------- | ------------------------ | --------------------------------------- |
| 1         | Standard Fémina de Liège | Stade Maurice Dufrasne (terrain annexe) |
| 2         | DVC Eva's Tirlemont      | Sint-Barbaracomplex                     |
| 3         | Saint-Trond VV           | Jeugdcomplex St-Truidense VV            |
| 4         | Sinaai Girls             | Complex Sinaai Girls                    |
| 5         | RSC Anderlecht           | Annexe Heysel                           |
| 6         | K.Vlimmeren Sport        | Karel Boge Stadion                      |
| 7         | Oud-Heverlee Louvain     | Stadion Oud-Heverlee                    |
| 8         | KSV Jabbeke              | Bogaertstadion                          |
| 9         | KFC Lentezon Beerse      | Gemeentelijk Sportcomplex               |
| 10        | Dames VK Egem            | Complex SV Pittem                       |
| 11        | DVC Zuid-West Vlaanderen | Forestiersstadion                       |
| 12        | FCF White Star Woluwé    | Stade Fallon                            |
| 13        | DV Famkes Merkem         | Complex De Kouter                       |
| D2        | Dames Zultse VV          | Stadion Zultse VV                       |

## Classement final
| Rang | Équipe                     | Pts | J  | G  | N | P  | Bp  | Bc  | Diff |
| ---- | -------------------------- | --- | -- | -- | - | -- | --- | --- | ---- |
| 1    | Saint-Trond VV             | 68  | 26 | 22 | 2 | 2  | 122 | 18  | +104 |
| 2    | Standard Fémina de Liège T | 68  | 26 | 22 | 2 | 2  | 118 | 22  | +96  |
| 3    | Sinaai Girls               | 57  | 26 | 18 | 3 | 5  | 69  | 26  | +43  |
| 4    | DVC Eva's Tirlemont        | 55  | 26 | 17 | 4 | 5  | 84  | 25  | +59  |
| 5    | RSC Anderlecht             | 48  | 26 | 15 | 3 | 8  | 86  | 38  | +48  |
| 6    | Oud-Heverlee Louvain       | 40  | 26 | 12 | 4 | 10 | 43  | 49  | -6   |
| 7    | FCF White Star Woluwé      | 39  | 26 | 12 | 2 | 12 | 50  | 51  | -1   |
| 8    | KSV Jabbeke                | 34  | 26 | 11 | 1 | 14 | 39  | 53  | -14  |
| 9    | Dames Zultse VV P          | 32  | 26 | 9  | 5 | 12 | 56  | 53  | +3   |
| 10   | K.Vlimmeren Sport          | 28  | 26 | 10 | 1 | 15 | 45  | 64  | -19  |
| 11   | DV Famkes Merkem           | 26  | 26 | 7  | 5 | 14 | 38  | 55  | -17  |
| 12   | DVC Zuid-West Vlaanderen   | 21  | 26 | 6  | 3 | 17 | 38  | 101 | -63  |
| 13   | KFC Lentezon Beerse        | 5   | 26 | 1  | 2 | 23 | 23  | 138 | -115 |
| 14   | Dames VK Egem              | 4   | 26 | 1  | 1 | 24 | 13  | 124 | -111 |

|   | Ligue des Champions        |
|   | Barrage contre le 2e de D2 |
|   | Relégation en division 2   |
| T | Tenant du titre 2009       |
| P | Promu 2009                 |

## Promotions et relégations pour2010-2011
Est relégué en D2:
- Dames VK Egem

Est promu en D1:
- K Kontich FC, champion de D2
- Miecroob Veltem, vice-champion de D2

### Note
Le KFC Lentezon Beerse devait jouer le barrage promotion-relégation contre Miecroob Veltem, 2e de D2 mais a déclaré forfait. 

## Meilleure buteuse
- Aline Zeler (Saint-Trond VV) : 35